# Jewgenija Andrejewna Schigulenko

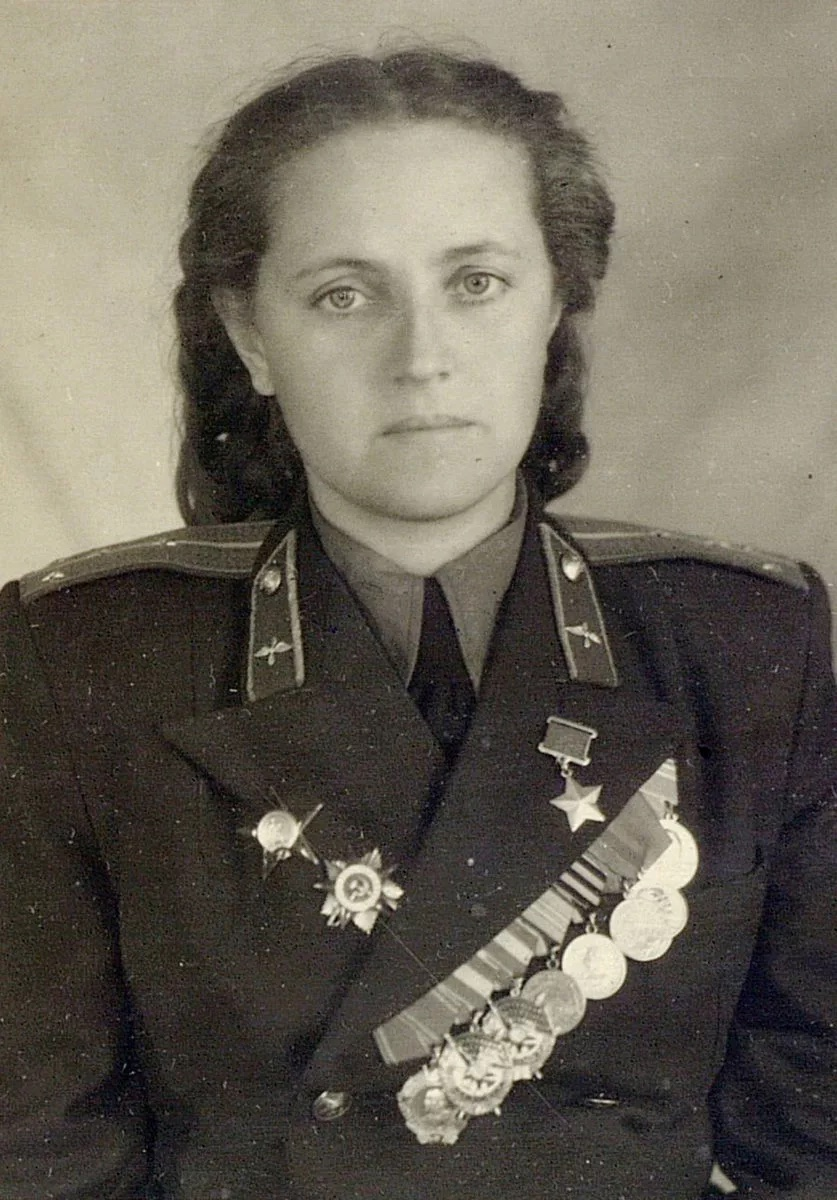
Jewgenija Andrejewna Schigulenko

Jewgenija Andrejewna Schigulenko (russisch Евгения Андреевна Жигуленко; * 1. Dezember 1920 in Krasnodar; † 2. März 1994 in Moskau) war eine sowjetische Bomberpilotin und Filmregisseurin.

## Leben
Während des Zweiten Weltkriegs leistete sie Militärdienst bei den nur aus Frauen bestehenden Nachthexen, welche nachts mit einfachen Doppeldeckern Polikarpow Po-2 Kampfeinsätze flogen.
Schigulenko flog 968 Einsätze und wurde als Held der Sowjetunion ausgezeichnet. Nach dem Krieg blieb sie bei den Luftstreitkräften. Nach ihrem Ausscheiden absolvierte sie das Gerassimow-Institut für Kinematographie und arbeitete als Filmregisseurin.
Sie wurde auf dem Friedhof Trojekurowo bestattet.

## Filmografie (Auswahl)
Regie
- 1981: Nachthexen am Himmel (russisch В небе «Ночные ведьмы», „W nebje Notschnije Wedmy“)[1]
- 1984: (russisch Без права на провал, „Bjes prawa na prowal“, zu Deutsch etwa: Ohne das Recht zu scheitern)

Darstellerin
- 1984: Bjes prawa na prowal

Drehbuch
- 1982: Nachthexen am Himmel (W nebje Notschnije Wedmy)